# 306 a.C.

## Eventos
- Continua a Segunda Guerra Samnita.
- Quinto Márcio Trêmulo e Públio Cornélio Arvina, cônsules romanos.
- Públio Cornélio Cipião Barbato é nomeado ditador e escolhe Públio Décio Mus como seu mestre da cavalaria.